# Angelika Arend

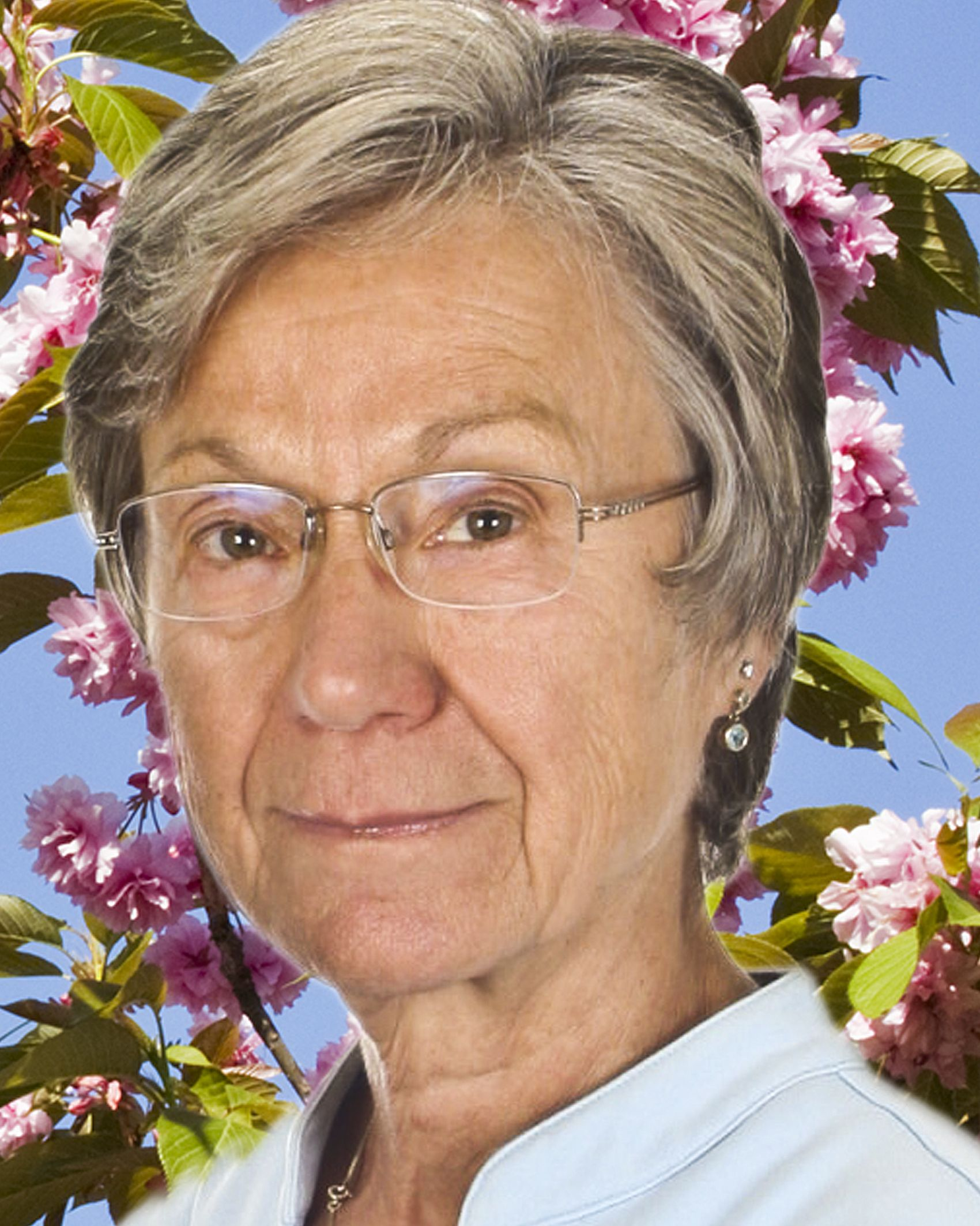
Angelika Arend

Angelika Felizitas Arend (* 8. Mai 1942 in Leipzig) ist eine deutschkanadische Literaturwissenschaftlerin, Schriftstellerin und Übersetzerin.

## Leben
Angelika Arend wuchs im mitteldeutschen Wallhausen (Helme) auf. Nach der Flucht der Familie aus der DDR im Jahr 1958 legte sie 1962 in Köln das Abitur ab. Von 1962 bis 1968 studierte sie Anglistik und Slawistik an der Universität Köln. Nach dem Staatsexamen im Jahr 1968 war sie von 1968 bis 1971 als Gymnasiallehrerin für Deutsch und Russisch in Südwales und London tätig. 1971 wanderte sie mit ihrem Ehemann Joseph. R. Manyoni nach Kanada aus.
An der Carleton University in Ottawa arbeitete sie von 1972 bis 1977 als Sessional Lecturer und gab deutschen Sprachunterricht. Gleichzeitig absolvierte sie ein Studium der Germanistik, das sie 1977 mit dem akademischen Grad des Master of Arts (MA) abschloss. Es folgten Doctoral Studies in German Language and Literature an der University of Oxford / England (Somerville College), mit deren Abschluss sie 1983 zum Doctor of Philosophy (D.Phil.Oxon.) promoviert wurde. 1982 kehrte sie nach Kanada zurück, arbeitete ein weiteres Jahr als Sessional Lecturer an der Carleton University und ließ sich 1983 (nach erfolgter Scheidung von J.R.Manyoni) an der Westküste Kanadas nieder. An der University of Victoria begann sie ihre vollumfängliche akademische Lehr- und Forschungstätigkeit als Assistant Professor of German, wurde 1990 zum Associate Professor, 2004 zum "Full" Professor befördert und 2007 emeritiert.
Nach mehrjährigem Gesangsunterricht übernahm sie nebenberuflich die musikalische Leitung dreier vorwiegend deutschsprachiger Chöre in der German Community und an der Universität Victoria. 2017 kehrte sie nach Deutschland zurück und lebt mit ihrem Ehemann Helmuth Brandl in Stahnsdorf (Brandenburg).
Der Schwerpunkt ihres wissenschaftlichen Interesses lag auf der deutschsprachigen Lyrik vom Mittelalter bis zur Moderne. Ihr belletristisches Schaffen konzentriert sich auf Lyrik und Kurzprosa sowie literarische Übersetzung.

## Publikationen (Auswahl)

### Sachbücher
- Angelika Manyoni (Arend): Langzeilentradition in Walthers Lyrik. Verlag Peter Lang, Bern 1980, ISBN 978-3-261-04765-6.
- Angelika Manyoni (Arend): Consistency of Phenotype: A Study of Gottfried Benn's Views on Lyric Poetry. Verlag Peter Lang, New York, Frankfurt a. M. 1983, ISBN 0-8204-0011-4.
- Documents of Protest and Compassion: The Poetry of Walter Bauer. McGill-Queen's University Press, Montreal & Kingston 1999, ISBN 0-7735-1879-7.
- (Mitherausgeberin): Alle Werke sind Weg. Festschrift für Walter Riedel. University of Victoria, Mearns-McPherson Library, Victoria B.C., 2001.
- Mein Gedicht ist mein Bericht. Zum lyrischen Werk von Walter Bauer. Projekte-Verlag, Halle (Saale) 2003, ISBN 3-937027-15-7. (Deutsche leicht überarbeitete Version von Documents of Protest and Compassion)
- Was geschieht, geht mich an. Die Poesie von Walter Bauer. Mitteldeutscher Verlag, Halle (Saale) 2019, ISBN 978-3-96311-188-4. (Neufassung von Mein Gedicht ist mein Bericht)

### Gedichte
- Nordamerikanische Reisebilder. Projekte-Verlag, Halle (Saale) 2004, ISBN 3-937027-63-7.
- Ding&Wort. Projekte-Verlag, Halle (Saale) 2004, ISBN 3-938227-03-6.
- Im Zeichen der Sanduhr. Projekte-Verlag, Halle (Saale) 2006, ISBN 978-3-86634-077-0.
- So sage ich's meinem Kind.Projekte-Verlag, Halle (Saale) 2006, ISBN 3-86634-226-8.
- Aus meinem Nächtebuch. Projekte-Verlag, Halle (Saale) 2007, ISBN 978-3-86634-340-5.
- Über die Erde. Mitteldeutscher Verlag, Halle (Saale) 2013, ISBN 978-3-95462-195-8.
- Eros-Ionen. Mitteldeutscher Verlag, Halle (Saale) 2015, ISBN 978-3-95462-470-6.
- Quodlibet. Mitteldeutscher Verlag, Halle (Saale) 2016, ISBN 978-3-95462-669-4.
- Diminuendo. Mitteldeutscher Verlag, Halle (Saale) 2019, ISBN 978-3-96311-118-1.
- Sotto Voce. Mitteldeutscher Verlag, Halle (Saale) 2023, ISBN 978-3-96311-732-9.
- Menschen wir alle. Mitteldeutscher Verlag, Halle (Saale) 2024, ISBN 978-3-96311-924-8.

### Erzählungen
- Männerliebe Frauenleben. Projekte-Verlag, Halle (Saale) 2008, ISBN 978-3-86634-631-4.
- Road Runner. Projekte-Verlag, Halle (Saale) 2010, ISBN 978-3-86634-990-2.
- Qualverwandt. Mitteldeutscher Verlag, Halle (Saale) 2011, ISBN 978-3-89812-852-0.
- Der Himmel aber ist immer blau. Mitteldeutscher Verlag, Halle (Saale) 2021, ISBN 978-396311-540-0.

## Auszeichnungen
- 2004: Ehrenmitglied der Golden Key International Honour Society
- 2004: Walter-Bauer-Preis der Städte Leuna und Merseburg[1]